# Relaciones (Star Trek: La nueva generación)
"Relaciones" es el segundo episodio de la séptima temporada de la serie de televisión Star Trek: La nueva generación.

## Trama
La Enterprise le da la bienvenida a dos embajadores Iyaaran, Loquel y Byleth, quienes están visitando la nave como parte de un "intercambio cultural" que enviará a Picard a su planeta. Antes de que Picard deje la nave, él asigna a Troi para que sea el enlace de Loquel y le solicita a Riker que haga lo mismo para Byleth. Pero Byleth tiene otras ideas, y solicita que Worf sea su guía a bordo de la nave. Poco después, Picard deja la nave en dirección al mundo natal de los Iyaaran junto con Voval, el piloto del transbordador Iyaaran, quien es poco comunicativo y hosco. Su molesto silencio es interrumpido por una falla a bordo de la nave. Ambos se estrellan en una luna clase M desconocida, en el choque Voval recibe un concusión, pero Picard resulta ileso. Él decide buscar ayuda exterior, pero sufre una fuerte caída en su intento de viajar por la tormentosa superficie de la luna. Mientras yace inconsciente alguien se lo lleva arrastrando silenciosamente.
Picard despierta en una pequeña y mal iluminada cabina de una nave siniestrada anteriormente. Se le acerca una seria y atractiva mujer  quien le informa que Voval no sobrevivió al accidente. Picard se entera de que el nombre de la mujer es Anna y que es la única superviviente de un carguero Terellian que se estrelló siete años atrás. Después de que Anna le cuenta que tiene tres costillas rotas, Picard la envía a recuperar del transbordador el panel de comunicaciones para poder enviar una señal de socorro, pero ella accidentalmente destruye el módulo de comunicaciones cuando lo está sacando. Picard que da sorprendido cuando Anna repentinamente lo besa y le dice que lo ama.
De regreso a la Enterprise, Loquel ha quedado fascinado por la existencia de los postres, ya que su gente sólo come para nutrirse. Él queda igualmente intrigado por los niños ya que los Iyaaranos nacen totalmente desarrollados. Loquel aprovecha para degustar todo tipo de postres, cosa en la que Troi se ve obligada a participar.
Mientras tanto, Worf ya aguantado todo lo que puede de su abrasivo y demandante invitado. Riker decide que la tensión podría ser disminuida por un "amigable" juego de póker. El juego es cualquier cosa excepto "amigable" y Worf se da cuenta de que Byleth está robando las fichas. No mucho después Worf pierde el control y, a pesar de la insistencia de Riker de que se calme, ataca a su invitado. Pero en vez de enojarse, Byleth está muy complacido. Él expresa admiración por la demostración de furia de Worf y amablemente se excusa para poder ir documentar la experiencia, dejando a todos confundidos excepto a Loquel quien sigue disfrutando sus postres.
En la superficie de la luna, Picard se enfurece con Anna al darse cuenta de que sus costillas no están rotas, y que la mujer, que continua declarando su amor por él, realmente lo retiene como cautivo. Furioso él le cuenta a Anna su descubrimiento, luego de lo cual ella queda muy perturbada por no poder haber podido ganarse su afecto y huye, rompiendo su collar en la puerta. Picard corre tras ella, solo para encontrar a un muy vivo Voval.
Voval le explica que él solo aparentaba estar muerto, ya que su especie, cuando están heridos, bajan su metabolismo para acelerar su curación. Él y Picard salen a la búsqueda de Anna, eventualmente separándose. Picard la encuentra al borde de un precipicio, amenazándolo con suicidarse si él no le dice que la ama. Cuando nota que Anna está nuevamente llevando su collar y que Voval de nuevo ha desaparecido, Picard siente que algo extraño está ocurriendo y le dice a Anna que haga lo que quiera y que se lance al vacío. En ese momento, ella se transforma en Voval, quien le explica a él que realmente no es un piloto, sino que un embajador Iyaaran. Él ha simulado el accidente para estudiar la emoción del amor, que no existe en el mundo natal de los Iyaaran, usando a Picard como sujeto de estudio. De la misma forma Loquel y Byleth fueron enviados para estudiar, respectivamente, el placer y el antagonismo. Picard se sorprende al principio, pero al retornar a la Enterprise, reconoce que los experimentos de los tres embajadores han sido productivos.
A su partida, Worf y Byleth le informan a Riker de su maratón de once horas de ejercicios de batalla en la holocubierta, lo que ha permitido a Byleth explorar el antagonismo de una forma menos destructiva. Loquel le ofrece una muestra de comida Iyaariana a Troi como una forma de apreciio, pero pide disculpas de que no sea tan deliciosa como los postres que él ha disfrutado en la compañía de Troi. Troi acepta la comida diciendo que, dada la cantidad de postres que ha consumido, incluso pasando sus límites, ella estará muy contenta de comer algo no tan sabroso.
Voyal y Picard se separan en términos amigables con Picard reconociendo el deseo de aprender, pero que los humanos no toman una aproximación tan directa en su búsqueda de esta.